# Ozouer-le-Voulgis
Ozouer-le-Voulgis é uma comuna francesa localizada na região administrativa da Île-de-France, no departamento Sena e Marne. A comuna possui 1286 habitantes segundo o censo de 1990.